# Vallée de Lapedo
La vallée de Lapedo est un canyon calcaire qui se trouve à environ 140 km au nord de Lisbonne, au Portugal. 